# 井上あかり
井上 あかり（いのうえ あかり、1996年12月3日 - ）は、日本の柔道選手。岡山県出身。階級は78kg超級。身長170cm。体重100kg。血液型はAB型。組み手は右組み。得意技は大内刈、寝技。

## 経歴
柔道は4歳の時に生々館で始めた。神奈川県の強豪校である相原中学へ進むと、3年の時にマルちゃん杯で1年後輩の冨田若春などとともに活躍して3位となった。高校は地元に戻って創志学園高校に進むと、2年の時には全国高校選手権の無差別準決勝で埼玉栄高校1年の冨田若春に有効で敗れるも3位となった。2015年に環太平洋大学へ進むと、1年の時には学生体重別78kg超級の準決勝で大阪体育大学3年の山本沙羅にGSに入ってから技ありで敗れるも3位になった。2年の時には優勝大会の決勝で山梨学院大学に敗れて2位だった。全日本ジュニアでは準決勝で敬愛高校3年の児玉ひかるに内股で敗れて3位だった。体重別団体では決勝の東海大学戦で朝比奈沙羅に有効で敗れたものの、他のメンバーが勝利したことで優勝した。3年の時には優勝大会で3位だった。ユニバーシアードの無差別に出場すると、決勝で韓国のキム・ジヨンに反則勝ちして優勝を飾った。団体戦では決勝の韓国戦で今大会の78kg超級で優勝したハン・ミジンをGSにおいて反則勝ちで破るなどしてチームの優勝に貢献した。学生体重別では決勝で帝京大学4年の月波光貴穂を破って優勝した。講道館杯では決勝まで進むと、南筑高校2年の素根輝を開始早々の肩固で破って優勝した。グランドスラム・東京では初戦でリトアニアのサンドラ・ジャブロンスキテに技ありで敗れた。続くグランプリ・チュニスでも初戦でジャブロンスキテに合技で敗れた。4年の時には体重別初戦で福井県スポーツ協会の山本沙羅に合技で敗れた。学生優勝大会では初戦で敗れた。学生体重別では決勝で大学の1年後輩である秋場麻優に反則負けして2位だった。11月の講道館杯では決勝で秋場に再び反則負けを喫して2位だった。2019年に卒業し、東日本旅客鉄道（JR東日本）の所属となった。アジアパシフィック柔道選手権では準々決勝で中国の王彦に小外掛で敗れて3位だった。団体戦では決勝の韓国戦で金珉程に反則負けを喫するも、他のメンバーの活躍によりチームは優勝を飾った。2021年12月の実業個人選手権では優勝した。続く全日本選手権では準々決勝で東海大学3年の児玉ひかるに有効で敗れて5位だった。2022年4月の全日本選手権では準々決勝で世界チャンピオンであるビッグツリーの朝比奈沙羅に払腰で敗れた。

## 戦績
- 2011年 -　全国中学校柔道大会 団体戦 5位
- 2011年 -　マルちゃん杯 3位
- 2013年 -　全国高校選手権 無差別 5位
- 2014年 -　全国高校選手権 無差別 3位
- 2015年　- 学生体重別 3位
- 2016年 -　優勝大会 2位
- 2016年 -　全日本ジュニア 3位
- 2016年 -　体重別団体 優勝
- 2017年 -　東アジア選手権 個人戦 2位 団体戦 3位
- 2017年 -　優勝大会 3位
- 2017年 -　ユニバーシアード 個人戦 無差別 優勝 団体戦 優勝
- 2017年 -　学生体重別 優勝
- 2017年 -　体重別団体 2位
- 2017年 -　講道館杯 優勝
- 2018年 -　学生体重別　2位
- 2018年 -　講道館杯　2位
- 2019年 -  アジアパシフィック柔道選手権　個人戦　3位　団体戦　優勝
- 2019年 -　講道館杯　5位
- 2021年 -  実業個人選手権　優勝
- 2021年 -　全日本選手権　5位
- 2022年 -　全日本選手権　5位
- 2022年 -　全日本強化選手選考会　3位

(出典)